# Duco Gerrolt Rengers van Farmsum
Duco Gerrolt Rengers van Farmsum (gedoopt Leeuwarden, 13 juni 1750 – Groningen, 17 maart 1810) was een politicus ten tijde van het Bataafs Gemenebest.

## Familie
Rengers, lid van de familie Rengers, was heer van Farmsum en Ten Post. Hij was een zoon van Sjuck Gerrolt Juckema baron van Burmania Rengers (1713-1784), grietman van Franekeradeel en Wymbritseradeel, en Odilia Amelia des H.R. rijksgravin van Welderen (1723-1788). Hij trouwde in 1772 met Jeannette Gabrielle van Lintelo tot de Marsch, uit dit huwelijk werden zes kinderen geboren. Hij was een broer van Egbert Sjuck Gerrold Juckema van Burmania Rengers.

## Loopbaan
Rengers studeerde Romeins en hedendaags recht aan de Groninger Hogeschool en promoveerde in 1769 op zijn proefschrift] De testamento militari. Hij werd luitenant der garde en vervulde diverse bestuurlijke functies in de stad Groningen. Hij was onder meer raad (1780-1795), raadsheer van de Hoge Justitiekamer (meerdere keren tussen 1781 en 1794), lid van Gedeputeerde Staten (1782, 1789, 1792) en gedeputeerde ter Staten-Generaal (1785, 1791).
Tijdens de Franse periode was Rengers ambtsloos. Van 10 november 1801 tot 20 januari 1802 was hij lid van het Wetgevend Lichaam. Vervolgens was hij lid van het algemeen bestuur (1802-1807) en lid van de raad van financiën (1805-1807) van het departement Stad en Landen van Groningen. Van 25 mei 1807 tot 1 november 1808 was hij drost van het kwartier Appingedam.
- Biografisch Portaal: 11660597
- Parlement.com: vg09lluas0t6